# Spadowa Kopa
Die Spadowa Kopa ist ein Berg in der Hohen Tatra mit einer Höhe von 2251 m n.p.m. an der polnisch-slowakischen Grenze.

## Lage und Umgebung
Unterhalb des Gipfels liegen die Täler Dolina Rybiego Potoku im Westen (Polen) und Dolina Białki im Osten (Slowakei). 
Nachbargipfel sind der Niżnie Rysy, in dessen Massiv sich der Gipfel befindet und der von ihm durch den Bergpass Spadowe Siodło getrennt wird, und der Żabi Szczyt Wyżni. 

## Etymologie
Der Name Spadowa Kopa lässt sich als Fallender Koppel übersetzen. 

## Tourismus
Die Spadowa Kopa liegt auf keinem markierten Wanderweg. Sie ist jedoch für Kletterer mit einer Genehmigung der Verwaltung eines der Nationalparks zugänglich. Als Ausgangspunkt für eine Besteigung eignen sich die Schutzhütten Schronisko PTTK nad Morskim Okiem und Schronisko PTTK w Dolinie Roztoki. Sie gilt bei Kletterern als schwieriger Gipfel.

## Belege
- Zofia Radwańska-Paryska, Witold Henryk Paryski, Wielka encyklopedia tatrzańska, Poronin, Wyd. Górskie, 2004, ISBN 83-7104-009-1.
- Tatry Wysokie słowackie i polskie. Mapa turystyczna 1:25.000, Warszawa, 2005/06, Polkart ISBN 83-87873-26-8.